# Fairchild 24
Die Fairchild 24 , auch als  Fairchild F 24 (Argus/Forwarder)  bezeichnet, war ein einmotoriges Sport- und Reiseflugzeug des Herstellers Fairchild Aviation Corporation, das in den 1930er- und 1940er-Jahren produziert wurde. Die Flugzeuge mit luxuriöser Ausstattung hatten einen Rumpf mit Stahlrohrrahmen und bespannter Außenhaut und einem Spornfahrwerk.

## Geschichte und Ausstattung
Den Erstflug absolvierte ein Typ dieser Maschine im Sommer 1932. Der Aufbau dieser Maschine blieb bis 1946 ohne größere Veränderungen. Es gab zwei Versionen dieses Typs mit drei oder vier Sitzplätzen. Der Rumpf bestand aus verstärkten und geschweißten Stahlrohren. Für die Verkleidung wurde Tannenholz verwendet, das mit Stoff bespannt wurde. Die zweiteiligen Tragflächen bestanden aus Tannenholz mit Mahagoni-Sperrholzrippen. Die Vorderkante der Flügel war ebenfalls aus Mahagoni, das mit einer dünnen Aluminiumhaut verkleidet und mit Stoff bespannt wurde. Der hintere Teil des Leitwerks bestand aus Tannen-Mahagonisperrholz mit einer Stoffbespannung. Die Innenausstattung der zivil genutzten Maschinen war mit Leder und Kapok verkleidet. Als Motoren wurden die Modelle Ranger oder Warner verwendet. Der Propeller bestand aus Holz oder Metall. Der Tank umfasst bei der dreisitzigen Version bis zu 75 Liter Treibstoff und bei den zweisitzigen bis zu 104 Liter. Diese Flugzeuge wurden unter der Bezeichnung UC-61K Forwarder bei der US-Luftwaffe als Transport- und Aufklärungsflugzeug verwendet. Auch die Royal Air Force, die United States Navy und die US-Coast Guard setzte Maschinen dieses Typs ein. Im zivilen Luftverkehr wurde dieses Modell zwischen den Jahren 1939 und 1946 eingesetzt. Im Jahr 2011 waren noch 22 Maschinen dieser Baureihe in Frankreich und Großbritannien im aktiven Flugbetrieb.

## Versionen
| Modell     | F-24CB          | F-24C8A       | F-24C8B | F-24C8C             | F-24C8D | F-24C8E             | F-24C8F           | F-24G               | F-24H  | F-24J                          |
| ---------- | --------------- | ------------- | ------- | ------------------- | ------- | ------------------- | ----------------- | ------------------- | ------ | ------------------------------ |
| Baujahr    | 1932            | 1933          | 1933    | 1934                | 1935    | 1936                | 1936              | 1937                | 1937   | 1938                           |
| Sitzplätze | 3               | 3             | 3       | 3                   | 3       | 3                   | 3                 | 3                   | 4      | 3                              |
| Triebwerk  | American Cirrus | Warner Scarab | Menasco | Warner Super Scarab | Ranger  | Warner Super Scarab | Ranger-6-Zylinder | Warner Super Scarab | Ranger | Warner Super Scarab-7-Zylinder |
| Leistung   | 95 PS           | 125 PS        | 125 PS  | 145 PS              | 145 PS  | 145 PS              | 125 PS            | 145 PS              | 150 PS | 145 PS                         |
| Stückzahl  | 15              | 25            | 2       | 125                 | 10      | 50                  | 40                | 100                 | 25     | 10                             |
| Bild       |                 |               |         |                     |         |                     |                   |                     |        |                                |

| Modell     | F-24K             | F-24R9            | F-24W9       | F-24R0 | F-24W40             | F-24W41             | UC-61               | UC-61A              | UC-61K | F-24R46                                  | F-24W46             |
| ---------- | ----------------- | ----------------- | ------------ | ------ | ------------------- | ------------------- | ------------------- | ------------------- | ------ | ---------------------------------------- | ------------------- |
| Baujahr    | 1939              | 1939              | 1939         | 1940   | 1940                | 1941                | 1941                | 1942–43             | 1944   | 1946                                     | 1946                |
| Sitzplätze | 4                 | 4                 | 4            | 4      | 4                   | 4                   | 4                   | 4                   | 4      | 4                                        | 4                   |
| Triebwerk  | Ranger-6-Zylinder | Ranger-6-Zylinder | Super Scarab | Ranger | Warner Super Scarab | Warner Super Scarab | Warner Super Scarab | Warner Super Scarab | Ranger | Ranger L-440-7-Sechszylinder-Reihenmotor | Warner Super Scarab |
| Leistung   | 165 PS            | 165 PS            | 145 PS       | 175 PS | 145 PS              | 165 PS              | 165 PS              | 165 PS              | 200 PS | 175 PS                                   | 165 PS              |
| Stückzahl  | 34                | 35                | 30           | 25     | 75                  | 30                  | 640                 | 364                 | 306    | 245                                      | 35                  |
| Bild       |                   |                   |              |        |                     |                     |                     |                     |        |                                          |                     |

## Zwischenfälle
In der Nutzungszeit dieses Flugzeugtyps gab es bisher 14 Unfälle mit insgesamt 4 Toten.

## Technische Daten
| Kenngröße             | Daten Fairchild F-24R46                                                   |
| --------------------- | ------------------------------------------------------------------------- |
| Länge                 | 7,22 m                                                                    |
| Spannweite            | 11,07 m                                                                   |
| Höhe                  | 2,4 m                                                                     |
| Leermasse             | 732 kg                                                                    |
| max. Startmasse       | 1162 kg                                                                   |
| Antrieb               | ein Ranger L-440-7 Sechszylinder-Reihenmotor mit 147 kW (200 PS) Leistung |
| Propeller             | Flottorp oder Curtiss-Reed Zwei-Blatt-Propeller                           |
| Höchstgeschwindigkeit | 212 km/h                                                                  |
| Reisegeschwindigkeit  | 201 km/h                                                                  |
| Dienstgipfelhöhe      | 5100 m                                                                    |
| Tankkapazität         | 220 l                                                                     |
| Reichweite            | ca. 850 km                                                                |